# Inspectah Deck

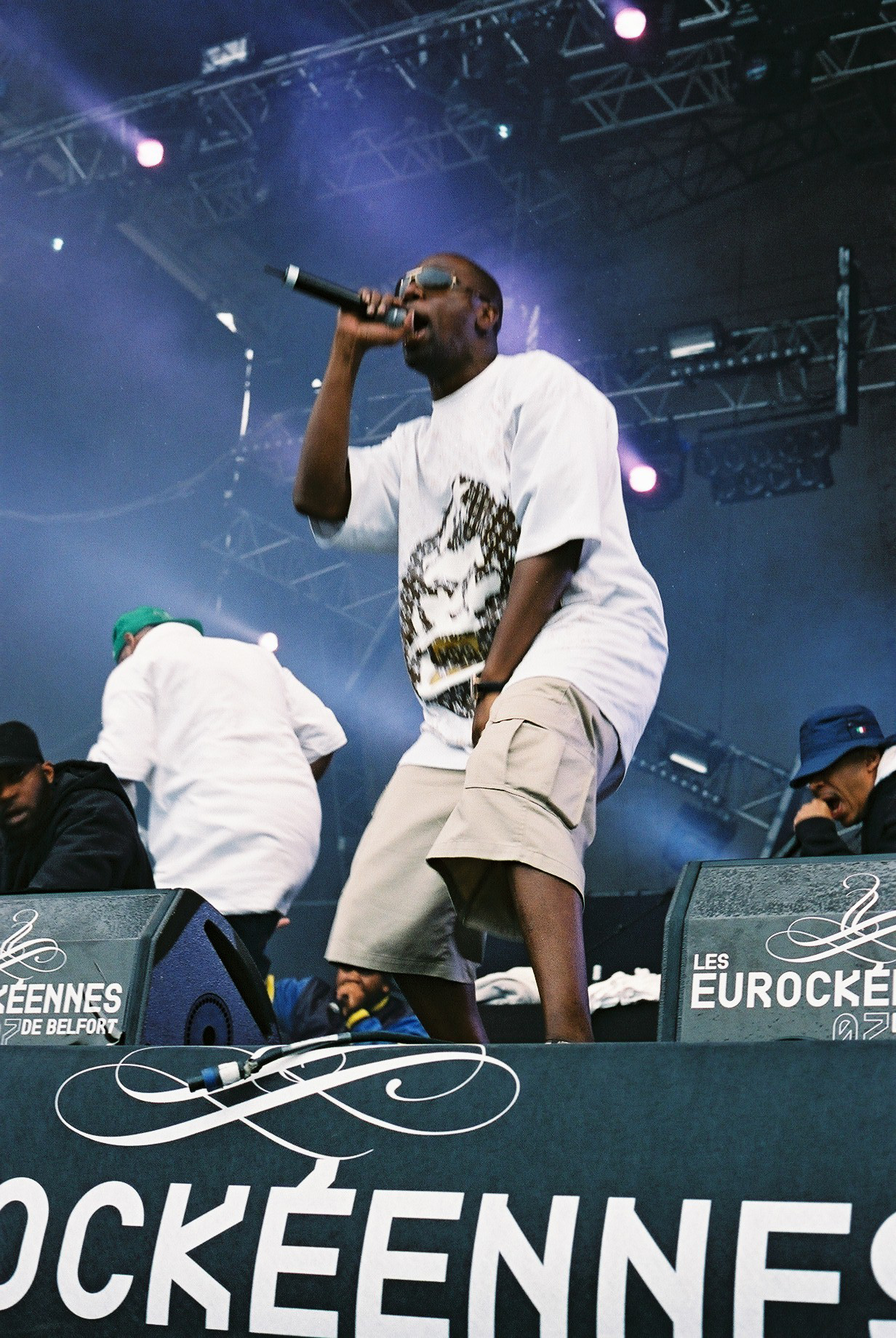
Inspectah Deck cu formaţia Wu-Tang Clan.

Jason Hunter (născut pe 6 iulie 1970) mai cunoscut după numele de scenă Inspectah Deck, este un rapper american, producător și membru al trupei Wu-Tang Clan. Deși nu a avut o carieră solo la fel de succes ca a altor membrii ai Wu-Tang cum ar fi Method Man, a fost apreciat pentru versurile complexe și strofele sale pe unele din cele mai cunoscute piese ale formației.